# Dapsildiastema crassum
Dapsildiastema crassum är en stekelart som beskrevs av Robert A.Wharton 1994. Dapsildiastema crassum ingår i släktet Dapsildiastema och familjen bracksteklar. Inga underarter finns listade i Catalogue of Life.